# = (альбом)
= (произносится как «equals»; с англ. — «равно») — четвёртый (или пятый в целом) студийный альбом британского автора-исполнителя Эда Ширана, вышедший 29 октября 2021 года на лейблах Asylum и Atlantic. 25 июня 2021 года вышел лид-сингл с диска, «Bad Habits», который возглавил чарты Австралии, Канады и Великобритании (UK Singles Charts) и ставший № 2 в США (Billboard Hot 100).
В ноябре альбом дебютировал на первом месте в хит-парадах Австралии, Бельгии, Франции, Германии, Ирландии, Италии, Литве, Нидерландах, Новой Зеландии, Шотландии, Швеции, Великобритании и США.

## История
18 августа 2021 года Ширан сообщил, что на следующий день будет «большое объявление». 19 августа он объявил об альбоме и дате его выхода 29 октября в своих аккаунтах в социальных сетях. Он охарактеризовал альбом как свою «взрослую» запись. Для него альбом — это «действительно личная запись, которая много значит для меня», он ссылается на изменения в его жизни, включая женитьбу, рождение дочери и пережитые потери. Промосингл «Visiting Hours» вышел одновременно с этим анонсом.
В интервью в июне 2021 года Ширан также заявил, что хотел бы, чтобы песни, которые он написал для фильма «Yesterday», появятся в переизданной версии альбома, прежде чем он продолжит свои записи. Песни «Penguins» и «One Life» долгое время ждали фанаты с момента их первоначального использования в этом фильме в 2019 году.

## Отзывы критиков
| Совокупная оценка | Совокупная оценка |
| Источник          | Оценка            |
| ----------------- | ----------------- |
| AnyDecentMusic?   | 5.6/10            |
| Metacritic        | 59/100            |
| Оценки критиков   |                   |
| Источник          | Оценка            |
| AllMusic          | [ 12 ]            |
| Clash             | 6/10              |
| Evening Standard  | [ 14 ]            |
| The Guardian      | [ 15 ]            |
| The Independent   | [ 16 ]            |
| NME               | [ 17 ]            |
| Pitchfork         | 3.6/10            |
| Rolling Stone     | [ 19 ]            |
| The Telegraph     | [ 20 ]            |
| The Times         | [ 1 ]             |

В целом альбом получил смешанные отзывы критиков. На сайте Metacritic его рейтинг составляет 59 баллов из 100 на основе 12 рецензий, подразумевая «смешанные или средние отзывы».
Entertainment Weekly включил его в список трёх худших альбомов 2021 года, назвав его «самым грубым поп-альбомом» года. Стивен Томас Эрлевайн из AllMusic написал, что «мелодии Ширана мягкие, но настойчивые, а продюсирование блестит справедливостью, заимствованной у более молодых, хипперских артистов, которые используют похожую смесь ретро-новой волны и современного R&B, но он знает, как превратить этот стильный звук в нечто уютное и успокаивающее, что, таким образом, „является самым верным признаком того, что Эд Ширан действительно повзрослел: он не гонится за трендами, он делает музыку для людей, которые вышли из клубов, но ещё не погрязли в ностальгии“. Пишущий для Clash Робин Мюррей оценил альбом в 6 баллов из 10, объяснив, что альбом „следует за его математически мыслящей начальной трилогией, и он наводит вас на мысли о завершении, разрешении и выводе“. Сам альбом, однако, предлагает мало таких вещей, вместо этого он основан на серии дихотомий — между обывателем и звездой, гитаристом и продюсером, между скромным поп-знатоком и наглой звездой, заполняющей стадионы». Дэвид Смит из Evening Standard написал, что «хотя среди 14 песен есть несколько спокойных, и более чем несколько текстов о скромной радости пребывания дома с женой Черри и их годовалой дочерью Лирой, это не сдержанность в стиле Тейлор Свифт».

## Коммерческий успех
Альбом Ширана дебютировал на первом месте в США, став его четвёртым чарттоппером, после No. 6 Collaborations Project (2019), ÷ (2017) и x (2014). Тираж составил 118 тыс. эквивалентных единиц, включая 68000 продаж (№ 1 недели) и 46500 стрим-потоков.
В Великобритании = (equals) дебютировал на первом месте с тиражом в 139,000 единиц в первую неделю релиза (это превосходит тираж всех остальных 30 лучших дисков за неделю вместе взятых). Это также крупнейший показатель продаж за неделю в 2021 году и крупнейший результат с 2017 года, продемонстрированный его же собственным альбомом Divide.

## Участники записи

### Музыканты
- Эд Ширан — вокал (все треки), бэк-вокал (1, 4-6, 8, 10, 11, 14), бас (1, 10, 11), сопрано, ударные (1); гитара (1, 2, 9), скрипка/пиццикато (2), акустическая гитара (4, 5, 11, 12), перкуссия (4, 11), клавишные (10), гавайская гитара укулеле (13)
- Фой Вэнс[англ.] — фортепиано (1, 10), бэк-вокал, гитара (1)
- Джо Рубель — программирование ударных, гитара (1, 10); программирование (1, 10, 11); бас, гитара, фортепиано (1); дополнительное программирование (2), программирование струнных (3, 6), клавишные (10, 11), акустическая гитара, перкуссия (11)
- Джонни МакДэйд — фортепиано (1, 11-13), гитара (2), акустическая гитара (4, 11, 14), бэк-вокал (5, 8, 11, 12, 14), бас (5, 8, 12), электрогитара (5, 8, 12, 14), клавишные (5, 8, 11-13), программирование (5, 11-13), перкуссия (8), барабаны (11), глокеншпиль, маримба (13)
- Мэтт Гласби — программирование (1, 10)
- Фред — бас (2-8, 10, 14), ударные (2, 4, 5, 8, 10, 11, 14), гитара (2, 4), клавишные (2, 4-8, 10, 14), программирование (2, 4, 5, 14), фортепиано (3, 4, 7, 11), бэк-вокал (4, 5, 8, 10, 11), акустическая гитара (5), аранжировка струнных (6)
- Крис Лоуз — ударные, программирование (2)
- Стив Мак — клавишные (2)
- Паризи — дополнительные струнные (3)
- Ашок Клоуда — виолончель (3, 6)
- Тим Лоу — виолончель (3, 6)
- Виктория Харрилд — виолончель (3, 6)
- Леон Бош — контрабас (3, 6)
- Мэтью Ширан — аранжировка струнных (3, 6), программирование (6)
- Эоин Шмидт-Мартин — альт (3)
- Лори Андерсон — альт (3)
- Ребекка Лоу — альт (3)
- Гэри Помрой — альт (3)
- Меган Кэссиди — альт (3)
- Энн Билби — альт (3)
- Кирсти Манган — скрипка (3)
- Кэти Гауэрс — скрипка (3)
- Томас Гулд — скрипка (3)
- Майкл Джонс — скрипка (3)
- Маридж Джонстон — скрипка (3)
- Ян Регульский — скрипка (3)
- Анна Блэкмур — скрипка (3)
- Антония Кесель — скрипка (3)
- Беатрикс Лавджой — скрипка (3)
- Уоррен Зилински — скрипка (3)
- Саманта Викрамасингх — скрипка (3)
- Киаран МакКейб — скрипка (3)
- Мэттью Дентон — скрипка (3)
- Мартин Джексон — скрипка (3)
- Иэн Арчер — слайд-гитара (4)
- Хэл Ритсон — дополнительный вокал, дополнительное программирование, бас, клавишные (5); программирование (8)
- Ричард Адлам — дополнительное программирование, ударные (8)
- Луиза Клэр Маршалл — дополнительный вокал (5)
- Сэм Роман — гитара, фортепиано (6)
- Эльвира Андерфьярд — бэк-вокал, бас, ударные, клавишные, программирование (7)
- Грэм Арчер — бэк-вокал (8)
- Уилл Рейнольдс — бэк-вокал (8), клавишные (8, 11, 12), акустическая гитара (11), программирование (11, 12), электрогитара (12)
- Бенджи — ударные (8)
- Луи Белл — ударные, клавишные, программирование (9)
- Эндрю Ватт — гитара, клавишные, программирование (9)
- Джампаоло Паризи — барабаны (11), программирование (11, 14), звуковые эффекты (14)
- Марко Паризи — клавишные, фортепиано (11, 12); рог (12), струны (14)
- Эйн МакДэйд — бэк-вокал (12), флейта (13)
- Джимми Барнс — бэк-вокал (12)
- Джимми Карр — бэк-вокал (12)
- Джош МакДэйд — бэк-вокал (12)
- Кайли Миноуг — бэк-вокал (12)
- Маев МакДэйд — бэк-вокал (12), арфа (13)
- Полин МакДэйд — бэк-вокал (12)
- Джек Паризи — программирование (12)
- Майкл Питер Олсен — виолончель (13)
- Оуэн Паллетт — аранжировка струнных, альт, скрипка (13)

### Техники
- Эд Ширан — продюсер
- Джонни МакДэйд — продюсер, звукоинженер (2, 4-6, 8, 11-14)
- Фред — продюсер, звукоинженер (4-8, 11, 14)
- Стюарт Хоукс — мастеринг
- Марк «Спайк» Стент — сведение
- Джо Рубель — звукоинженер (1, 2, 10, 11), запись (2), запись струнных (3, 6)
- другие

## Список композиций
| №                   | Название                  | Автор(ы)                                                                       | Продюсеры                           | Длительность |
| ------------------- | ------------------------- | ------------------------------------------------------------------------------ | ----------------------------------- | ------------ |
| 1.                  | «Tides»                   | Эд Ширан Джонни Макдэйд Foy Vance                                              | Sheeran Vance Joe Rubel McDaid      | 3:15         |
| 2.                  | «Shivers»                 | Эд Ширан Джонни Макдэйд Kal Lavelle Стив Мак                                   | Эд Ширан Fred again.. Стив Мак      | 3:27         |
| 3.                  | «First Times»             | Ширан Дэвид Ходжес Фред Гибсон                                                 | Ширан Фред                          | 3:05         |
| 4.                  | «Bad Habits»              | Эд Ширан Макдэйд Фред Гибсон                                                   | Ширан Макдэйд Фред                  | 3:51         |
| 5.                  | «Overpass Graffiti»       | Ширан Макдэйд Ф. Гибсон                                                        | Ширан Макдэйд Фред                  | 3:56         |
| 6.                  | «The Joker and the Queen» | Ширан Макдэйд F. Gibson Сэм Роман                                              | Ширан Макдэйд Fred Romans           | 3:05         |
| 7.                  | «Leave Your Life»         | Ширан                                                                          | Ширан Elvira Anderfjärd             | 3:43         |
| 8.                  | «Collide»                 | Ширан Макдэйд Ф. Гибсон Бен Квеллер                                            | Ширан Макдэйд Фред Benji Gibson [a] | 3:30         |
| 9.                  | «2step»                   | Ширан Ходжес Луис Белл Andrew Wotman                                           | Белл Watt                           | 2:33         |
| 10.                 | «Stop the Rain»           | Ширан                                                                          | Ширан Rubel Фред                    | 3:23         |
| 11.                 | «Love in Slow Motion»     | Ширан Макдэйд Натали Хемби                                                     | Ширан Макдэйд Фред Rubel [a]        | 3:10         |
| 12.                 | «Visiting Hours»          | Ширан Эми Уодж Энтони Клемонс Макдэйд Kim Lang Smith Майкл Поллак Скотт Картер | Ширан Макдэйд Parisi [a]            | 3:35         |
| 13.                 | «Sandman»                 | Ширан Макдэйд                                                                  | Ширан Макдэйд                       | 4:19         |
| 14.                 | «Be Right Now»            | Ширан Макдэйд Ф. Гибсон                                                        | Ширан Макдэйд Фред Parisi [a]       | 3:31         |
| Общая длительность: | Общая длительность:       | Общая длительность:                                                            | Общая длительность:                 | 48:23        |

Уточнение
- ↑  — дополнительный продюсер

## Чарты
| Чарт (2021)                         | Высшая позиция |
| ----------------------------------- | -------------- |
| Австралия (ARIA)                    | 1              |
| Австрия (Ö3 Austria)                | 1              |
| Бельгия/Фландрия (Ultratop)         | 2              |
| Бельгия/Валлония (Ultratop)         | 1              |
| Канада (Canadian Albums Chart)      | 1              |
| Чехия (ČNS IFPI)                    | 1              |
| Дания (Hitlisten)                   | 1              |
| Нидерланды (Album Top 100)          | 1              |
| Финляндия (Suomen virallinen lista) | 2              |
| Франция (SNEP)                      | 1              |
| Германия (Offizielle Top 100)       | 1              |
| Венгрия (MAHASZ)                    | 1              |
| Ирландия (Irish Albums Chart)       | 1              |
| Италия (FIMI)                       | 1              |
| Япония (Oricon)                     | 9              |
| Япония (Billboard Japan)            | 4              |
| Литва (AGATA)                       | 1              |
| Новая Зеландия (RMNZ)               | 1              |
| Норвегия (VG-lista)                 | 1              |
| Польша (ZPAV)                       | 3              |
| Португалия (AFP)                    | 1              |
| Шотландия (Scottish Albums Chart)   | 1              |
| Испания (PROMUSICAE)                | 1              |
| Швеция (Sverigetopplistan)          | 1              |
| Швейцария (Schweizer Hitparade)     | 1              |
| Великобритания (UK Albums Chart)    | 1              |
| США Billboard 200                   | 1              |

| Чарт (2021)                        | Позиция |
| ---------------------------------- | ------- |
| Australian Albums (ARIA)           | 6       |
| Austrian Albums (Ö3 Austria)       | 7       |
| Belgian Albums (Ultratop Flanders) | 14      |
| Belgian Albums (Ultratop Wallonia) | 16      |
| Danish Albums (Hitlisten)          | 26      |
| Dutch Albums (Album Top 100)       | 9       |
| German Albums (Offizielle Top 100) | 11      |
| Swiss Albums (Schweizer Hitparade) | 4       |
| UK Albums (OCC)                    | 2       |

| Чарт (2022)                                | Позиция |
| ------------------------------------------ | ------- |
| Canadian Albums (Billboard)                | 2       |
| Japanese Download Albums (Billboard Japan) | 63      |
| US Billboard 200                           | 15      |

## Сертификации
| Регион                                                                      | Сертификация  | Продажи |
| --------------------------------------------------------------------------- | ------------- | ------- |
| Австрия (IFPI Austria)                                                      | Золотой       | 7500    |
| Бразилия (ABPD)                                                             | Золотой       | 20 000  |
| Канада (Music Canada)                                                       | Платиновый    | 80 000  |
| Дания (IFPI Danmark)                                                        | Золотой       | 10 000  |
| Франция (SNEP)                                                              | Платиновый    | 100 000 |
| Германия (BVMI)                                                             | Золотой       | 100 000 |
| Италия (FIMI)                                                               | Золотой       | 25 000  |
| Новая Зеландия (RMNZ)                                                       | 3× Платиновый | 45 000  |
| Великобритания (BPI)                                                        | 2× Платиновый | 600 000 |
| Данные о продажах + прослушиваниях приведены только на основе сертификации. |               |         |

## История релиза
| Регион | Дата            | Формат                                      | Лейбл           | Ссылка |
| ------ | --------------- | ------------------------------------------- | --------------- | ------ |
| Мир    | 29 октября 2021 | CD цифровые загрузки стриминг винил кассета | Asylum Atlantic |        |